# Centralna Białoruska Rada Wojskowa
Centralna Białoruska Rada Wojskowa (biał. Цэнтральная Беларуская Вайсковая Рада) – białoruska niepodległościowa instytucja wojskowa na przełomie 1917/1918 r.
Od 31 października do 6 listopada 1917 r. odbywał się w Mińsku zjazd przedstawicieli wojskowych-Białorusinów Frontu Zachodniego, 12 Armii, Floty Bałtyckiej i Frontu Rumuńskiego, który postanowił politycznie podporządkować się Wielkiej Radzie Białoruskiej i w jej imieniu przystąpić do formowania białoruskich oddziałów wojskowych. W tym celu została powołana Centralna Białoruska Rada Wojskowa. Na jej czele stanął Symon Rak-Michajłouski, I zastępcą został Kastuś Jezawitau, II zastępcą – Tamasz Hryb, skarbnikiem – Vasil Zacharka, zaś członkami – Wiaczasłau Adamowicz, Mikoła Szyła i Jeraszewić. Wkrótce został do niej dokooptowany gen. mjr Kiprian Kandratowicz. Rada stała na stanowisku niezawisłości Białorusi. Podjęła bezskuteczne próby sprowadzenia z Frontu Rumuńskiego i Południowo-Zachodniego na Białoruś ok. 200 tys. żołnierzy pochodzenia białoruskiego służących w rosyjskiej armii. Rozpoczęto też działania mające doprowadzić do sformowania białoruskich oddziałów wojskowych. Zajmowało się tym biuro wojskowe pod przewodnictwem gen. K. Kandratowicza, w skład którego wchodzili ponadto gen. mjr Pażarski, płk Karamouski i K. Jezawitau. Pod koniec listopada 1917 r. do głównodowodzącego rosyjskiej armii gen. Nikołaja N. Duchonina została wysłana delegacja Rady z S. Rakiem-Michajłouskim na czele w sprawie organizacji białoruskich sił zbrojnych. Generał N. N. Duchonin niczego konkretnego nie obiecał, ale po kilku dniach przysłał telegram zezwalający na to. W odpowiedzi Rada zaczęła formować białoruski pułk w Mińsku, a miała też plany stworzenia białoruskiego korpusu na Froncie Zachodnim. Jednakże gen. N. N. Duchonin został zabity, a gen. K. Kandratowicz oczekiwał instrukcji od nowego dowództwa rosyjskiej armii. Doprowadziło to do konfliktu z pozostałymi członkami Rady, którzy ostatecznie usunęli gen. K. Kandratowicza z zajmowanego stanowiska, a jego następcą mianowali K. Jezawitaua. Po zajęciu ziem białoruskich przez wojska bolszewickie w nocy z 26 na 27 stycznia 1918 r. został rozbity sztab Rady, co oznaczało zakończenie jej prac.